# Enrico I del Carretto
Enrico I del Vasto, noto anche con lo pseudonimo di il Guercio (? – 1185), è stato un nobile italiano di stirpe franca, discendente dalla dinastia degli Aleramici attraverso il ramo dei Del Vasto; fu marchese di Savona e per mezzo del figlio Ottone, si generò il ramo Del Carretto.

## Biografia
Enrico, figlio quintogenito del marchese Bonifacio del Vasto e di Agnese di Vermandois  partecipò alla Seconda crociata durante la quale si guadagnò il suo soprannome.
Il legame con gli imperatori svevi, costruito probabilmente durante la crociata, si consolidò quando Federico Barbarossa scese in Italia ed Enrico accorse al suo fianco. Il 10 giugno 1162, il giorno successivo alla distruzione di Milano, Federico confermò ad Enrico i feudi dell'eredità paterna nel Savonese, Noli, Finale Ligure, Cairo Montenotte, di alcuni castelli e borghi minori (Altare, Bardineto, Carcare, Calizzano, Dego, Sassello, Spigno Monferrato) e dei vasti territori nella zona subalpina delle Langhe, tutti compresi nel marchesato di Savona.
Negli anni successivi Enrico è ricordato fra i vassalli che "combatterono fedelmente per l'honor imperii ("onore dell'Impero") con rischio personale sino allo spargimento del proprio sangue e con dispendio dei propri beni". 
Divenne cancelliere e consigliere dell'imperatore e per conto di Federico negoziò con la Lega Lombarda la pace di Costanza nel 1183. 
Nel corso del XII secolo Enrico dovette riconoscere la progressiva autonomia dei comuni di Savona e di Noli, ai quali cedette gran parte dei diritti feudali nei due centri, e iniziò a consolidare a Finale la residua presenza della sua famiglia in Liguria. 

La costruzione di una prima caminata marchionale nel Finalese, ampliata in seguito e chiamata Castel Gavone, potrebbe risalire al 1172. Lo sviluppo del nucleo urbano di Finale si accelerò in questo periodo, portando - probabilmente nel 1193 - alla costruzione di una prima cinta muraria, che diede origine formale al Burgus Finarii, Finalborgo, capitale del marchesato, la cui esistenza formale è documentata dal 1213.
Enrico morì prima del 1186, anno in cui i suoi figli divisero il feudo. Nel 1179 aveva istituito l'abbazia-ospedale di Santa Maria e San Lazzaro a Cosseria, in provincia di Savona, destinato ad accogliere dodici malati.

## Matrimonio e discendenza
Poco dopo il 1162 l'imperatore Federico Barbarossa diede in moglie ad Enrico sua cugina, Beatrice del Monferrato. Figlia di Guglielmo V, marchese del Monferrato e di Giuditta di Babenberg, nipote dell'imperatore Enrico V, era già vedova di Ghigo V d'Albon, delfino del Viennois e conte di Albon.
Enrico e Beatrice ebbero cinque figli:
- Ottone (*~1160 †~1240). Marchese di Dego e Roccaverano e ultimo marchese di Savona. Sposò Alda Embriaco, figlia di Ugo, signore di Gibelletto. Ottone sarà il primo ad adottare il titolo di "De Carreto", derivato dal nome del castello vicino a Cairo, sua residenza principale;
- Enrico (*~1170 †ante 1231). Marchese del Finale. Sposò in prime nozze Simona di Baldovino Guercio, in seconde nozze Agata di Ginevra, figlia del conte Guglielmo I;
- Isabella (*? †1191). Sposa del marchese Enrico di Ponzone, figlio di Ugo III;
- Ambrogio (*? †~1192), vescovo di Savona dal 1183 al 1192;
- Bonifacio (*? †1199), vescovo di Savona dal 1193 al 1199.

## Ascendenza
|                             |                     |                                  | Genitori               |  |  | Nonni |  |  | Bisnonni              |  |  | Trisnonni            |  |
|                             |                     |                                  |                        |  |  |       |  |  | Anselmo III di Savona |  |  | Anselmo II di Savona |  |
|                             |                     |                                  |                        |  |  |       |  |  | Anselmo III di Savona |  |  | Anselmo II di Savona |  |
|                             |                     | Adelasia degli Obertenghi        |                        |  |  |       |  |  | Anselmo III di Savona |  |  |                      |  |
| Ottone III di Savona (Tete) |                     |                                  |                        |  |  |       |  |  | Anselmo III di Savona |  |  |                      |  |
|                             |                     | ?                                | ?                      |  |  |       |  |  |                       |  |  |                      |  |
|                             |                     | ?                                | ?                      |  |  |       |  |  |                       |  |  |                      |  |
|                             |                     | ?                                | ?                      |  |  |       |  |  |                       |  |  |                      |  |
| Bonifacio del Vasto         |                     | ?                                |                        |  |  |       |  |  |                       |  |  |                      |  |
|                             |                     | Olderico Manfredi II             | Olderico Manfredi I    |  |  |       |  |  |                       |  |  |                      |  |
|                             |                     | Olderico Manfredi II             | Olderico Manfredi I    |  |  |       |  |  |                       |  |  |                      |  |
|                             |                     | Olderico Manfredi II             | Prangarda di Canossa   |  |  |       |  |  |                       |  |  |                      |  |
| Berta di Torino             |                     | Olderico Manfredi II             |                        |  |  |       |  |  |                       |  |  |                      |  |
|                             |                     | Berta di Milano                  | Oberto II di Milano    |  |  |       |  |  |                       |  |  |                      |  |
|                             |                     | Berta di Milano                  | Oberto II di Milano    |  |  |       |  |  |                       |  |  |                      |  |
|                             |                     | Berta di Milano                  | Railenda               |  |  |       |  |  |                       |  |  |                      |  |
| Enrico I Del Carretto       |                     | Berta di Milano                  |                        |  |  |       |  |  |                       |  |  |                      |  |
|                             | Enrico I di Francia | Roberto II di Francia            |                        |  |  |       |  |  |                       |  |  |                      |  |
|                             | Enrico I di Francia | Roberto II di Francia            |                        |  |  |       |  |  |                       |  |  |                      |  |
|                             | Enrico I di Francia | Costanza d'Arles                 |                        |  |  |       |  |  |                       |  |  |                      |  |
| Ugo I di Vermandois         | Enrico I di Francia |                                  |                        |  |  |       |  |  |                       |  |  |                      |  |
|                             |                     | Anna di Kiev                     | Jaroslav I di Kiev     |  |  |       |  |  |                       |  |  |                      |  |
|                             |                     | Anna di Kiev                     | Jaroslav I di Kiev     |  |  |       |  |  |                       |  |  |                      |  |
|                             |                     | Anna di Kiev                     | Ingegerd Olofsdotter   |  |  |       |  |  |                       |  |  |                      |  |
| Agnese di Vermandois        |                     | Anna di Kiev                     |                        |  |  |       |  |  |                       |  |  |                      |  |
|                             |                     | Erberto IV di Vermandois         | Ottone I di Vermandois |  |  |       |  |  |                       |  |  |                      |  |
|                             |                     | Erberto IV di Vermandois         | Ottone I di Vermandois |  |  |       |  |  |                       |  |  |                      |  |
|                             |                     | Erberto IV di Vermandois         | Pavia ?                |  |  |       |  |  |                       |  |  |                      |  |
| Adelaide di Vermandois      |                     | Erberto IV di Vermandois         |                        |  |  |       |  |  |                       |  |  |                      |  |
|                             |                     | Adelaide del Vexim (o di Valois) | Rodolfo IV di Vexin    |  |  |       |  |  |                       |  |  |                      |  |
|                             |                     | Adelaide del Vexim (o di Valois) | Rodolfo IV di Vexin    |  |  |       |  |  |                       |  |  |                      |  |
|                             |                     | Adelaide del Vexim (o di Valois) | Adele di Bar-sur-Aube  |  |  |       |  |  |                       |  |  |                      |  |
|                             |                     | Adelaide del Vexim (o di Valois) |                        |  |  |       |  |  |                       |  |  |                      |  |

## Leggende
Nel Bellum Finariense di Gianmario Filelfo si tramanda un evento, che sarebbe all'origine dei soprannomi di Enrico e dello stemma carrettesco. Durante la crociata Enrico sarebbe stato scelto come campione e dovette sfidare in singolar tenzone un campione musulmano, il principe di Joppe. Dal combattimento sarebbe dipeso non solo la sua sorte personale, ma, secondo le regole della cavalleria, quella di tutti e due gli eserciti: il duello era in sostituzione di uno scontro armato. A ricordo del combattimento fortunato, Enrico conservò il turbante dell'avversario, i cui colori e strisce diventarono il suo stemma. Egli avrebbe inoltre sofferto in seguito di strabismo e ciò sarebbe il motivo per cui il soprannome tedesco wert (=valoroso) si sarebbe trasformato nel latino a wercius e nell'italiano guercio.